# Sébastien Chabal
Sébastien Chabal (* 8. Dezember 1977 in Valence, Département Drôme) ist ein ehemaliger französischer Rugbyspieler.

## Karriere

### Verein
Der 1,91 m große und 115 kg schwere Chabal, der erst im Alter von 17 Jahren zum Rugbysport kam, stieß 1998 vom Verein Valence Sportif, in der zweiten französischen Amateurliga Fédérale 2, zu CS Bourgoin-Jallieu in die Top 14, die höchste französische Profiliga. Von 2004 bis 2009 spielte er für die Sale Sharks im englischen Premiership. Er besetzte während dieser Zeit Spielpositionen in der dritten Reihe.
Am Ende der Saison 2008/09 verließ er England wieder und wechselte zum damaligen Aufsteiger Racing Métro 92 in die Top 14 zurück. Bei dem Traditionsverein aus der Pariser Vorstadt wurde er in der zweiten Reihe eingesetzt.
Nach Meinungsverschiedenheiten mit Pierre Berbizier, dem Trainer von Racing Métro 92, verließ Chabal vorzeitig die Top 14, um 2012 für kurze Zeit beim australischen Verein Balmain RC zu gastieren. In der Saison 2012/13 unterschrieb er einen Vertrag beim zuvor in die Pro D2, die zweite Profiliga Frankreichs, abgestiegenen Verein Lyon OU. Anfang Mai 2014 beendete er seine Profi-Karriere.

### Nationalmannschaft
Chabal wurde 62 Mal in der französischen Nationalmannschaft eingesetzt. Er debütierte gegen Schottland, des Weiteren gehörte er zum Stamm der Turniere der Weltmeisterschaft 2003 und 2007 sowie des Sechs-Nationen-Turniers zwischen 2007 und 2011, bei der er in der zweiten Reihe spielte. Im Frühjahr 2014 kündigte er an, gegen Ende der Saison 2013/14 seine aktive Karriere als Rugbyspieler zu beenden.

### Sonstiges
Wegen seines rabiaten Aussehens, eines Vollbarts und langer Haare, hat Chabal unter anderem den Spitznamen Caveman (Höhlenmensch) bekommen. Sein optisches Wirken und seine Auftritte in der Öffentlichkeit brachten ihm auch außerhalb des Sports eine große Bekanntheit und zahlreiche Werbeverträge ein.
Im April 2025 machte er Spätfolgen seines Sport öffentlich, in dem er in einem Interview angab, Gedächtnisprobleme zu haben. So erinnere er sich nicht an eines seiner Spiele und auch nicht an die Geburt seiner Tochter.

## Erfolge
- 4. Platz Weltmeisterschaft 2003
- Sieg beim Sechs-Nationen-Turnier 2007
- 4. Platz Weltmeisterschaft 2007
- Sieg beim Sechs-Nationen-Turnier 2010